# Nikon F90
La Nikon F90 è una fotocamera Single Lens Reflex per pellicola 35mm introdotta nel 1992 e prodotta dalla Nikon Corporation. 
Evoluzione del precedente modello F-801 (e del suo aggiornamento F-801s), la F90 introdusse un autofocus più rapido e compatibile con i nuovi obiettivi AF-I  e i più recenti AF-S, che presentano entrambi un motore autofocus interno. La F90 è la prima Nikon ad avere la lettura Matrix 3D, che lavorando assieme al sistema AF, è in grado di vedere la distanza del soggetto per una misurazione esposimetrica più affidabile; tale funzione è disponibile solo con le ottiche AF-D, che trasmettono la distanza della messa a fuoco al corpo macchina. Sono comunque disponibili la lettura Matrix di base (per obiettivi AF di prima generazione) e le più classiche letture media a prevalenza centrale e spot. 
Due anni più tardi verrà sostituita dal modello F90X, con autofocus ancora più rapido e accurato e tempi di otturazione impostabili in terzi di diaframma invece che in diaframmi interi.